# Hygrochroa pithala
Hygrochroa pithala är en fjärilsart som beskrevs av Paul Dognin 1921. Hygrochroa pithala ingår i släktet Hygrochroa och familjen silkesspinnare. Inga underarter finns listade i Catalogue of Life.